# Yannick Nzie
Yannick Nzie (Yaundé, Camerún, 16 de noviembre de 1991) es un futbolista camerunés nacionalizado estadounidense. Juega de delantero y se encuentra libre. Su último equipo fue Sport Victoria de la Segunda División del Perú.

## Trayectoria
Nzie jugó en la Selección de Camerún Sub-18, Academia Yunaites Usa en el Congo y en el Green City de Estados Unidos. También paso por la Wheaton-Annandale Soccer Collaborative, WASC Cosmos U23, Washington Elite FC.

## Clubes
| Club               | País | Año         |
| ------------------ | ---- | ----------- |
| Sport Victoria     | Perú | 2016        |
| Defensor La Bocana | Perú | 2016 - 2017 |
| Sport Victoria     | Perú | 2018        |